# يان كشيشتوف دودا
يان كشيشتوف دودا (بالبولندية: Jan-Krzysztof Duda)‏ Jan-Krzysztof Duda (ولد في 26 أبريل 1998) لاعب شطرنج بولندي يحمل لقب أستاذ كبير.

## ألقاب
- حصل على لقب أستاذ كبير في عام 2013، في عمر 15 سنة و21 يوماً.

## إنجازات
- فاز ببطولة أوروبا تحت 10 سنوات عام 2008، وبطولة بولندا تحت 18 سنة عام 2012، وبطولة أوروبا تحت 14 سنة في نفس العام.
- فاز بدورة السبت الأول في بودابست في أبريل عام 2013.

## روابط خارجية
- يان كشيشتوف دودا على موقع الاتحاد الدولي للشطرنج (الإنجليزية)
- يان كشيشتوف دودا على موقع مباريات الشطرنج (الإنجليزية)
- يان كشيشتوف دودا على موقع 365Chess.com (الإنجليزية)
- يان كشيشتوف دودا على موقع Chesstempo.com (الإنجليزية)
- يان كشيشتوف دودا سجل أولمبياد الشطرنج على موقع OlimpBase.org (الإنجليزية)